# Municipio de Paris (Illinois)
El municipio de Paris (en inglés: Paris Township) es un municipio ubicado en el condado de Edgar en el estado estadounidense de Illinois. En el año 2010 tenía una población de 9865 habitantes y una densidad poblacional de 83,92 personas por km².

## Geografía
El municipio de Paris se encuentra ubicado en las coordenadas 39°37′53″N 87°42′34″O / 39.63139, -87.70944. Según la Oficina del Censo de los Estados Unidos, el municipio tiene una superficie total de 117.55 km², de la cual 116.51 km² corresponden a tierra firme y (0.88%) 1.04 km² es agua.

## Demografía
Según el censo de 2010, había 9865 personas residiendo en el municipio de Paris. La densidad de población era de 83,92 hab./km². De los 9865 habitantes, el municipio de Paris estaba compuesto por el 98.02% blancos, el 0.43% eran afroamericanos, el 0.13% eran amerindios, el 0.2% eran asiáticos, el 0.02% eran isleños del Pacífico, el 0.34% eran de otras razas y el 0.85% pertenecían a dos o más razas. Del total de la población el 1.24% eran hispanos o latinos de cualquier raza.